# Szótosz Afxendíu
Szótosz Afxendíu (görög betűkkel Σώτος Αυξεντίου, nyugati sajtóban Sotos Afxentiou; Lárnaka, 1942 –) ciprusi nemzetközi labdarúgó-játékvezető.

## Pályafutása

### Nemzetközi játékvezetés
A Ciprusi labdarúgó-szövetség Játékvezető Bizottsága (JB) terjesztette fel nemzetközi játékvezetőnek, a Nemzetközi Labdarúgó-szövetség (FIFA) 1975-től tartotta nyilván bírói keretében. A FIFA JB központi nyelvei közül az angol beszéli. Több nemzetek közötti válogatott és klubmérkőzést vezetett, vagy működő társának partbíróként segített. A ciprusi nemzetközi játékvezetők rangsorában, a világbajnokság-Európa-bajnokság sorrendjében többedmagával a 4. helyet foglalja el 2 találkozó szolgálatával. Az aktív nemzetközi játékvezetéstől 1984-ben búcsúzott. Válogatott mérkőzéseinek száma: 6.

#### Világbajnokság
A világbajnoki döntőhöz vezető úton Spanyolországba a XII., az 1982-es labdarúgó-világbajnokságra a FIFA JB játékvezetőként alkalmazta.

##### 1982-es labdarúgó-világbajnokság

###### Selejtező mérkőzés
| Időpont           | Helyszín                    | Mérkőzés típusa           | Mérkőzés          | Eredmény | Nézők száma |
| ----------------- | --------------------------- | ------------------------- | ----------------- | -------- | ----------- |
| 1981. október 28. | Ramat Gan Stadion, Tel-Aviv | előselejtező (6. csoport) | Izrael–Portugália | 4 : 1    | 25 000      |

#### Európa-bajnokság
Az európai-labdarúgó torna döntőjéhez vezető úton Olaszországba a VI., az 1980-as labdarúgó-Európa-bajnokságra az UEFA JB játékvezetőként foglalkoztatta.

##### 1980-as labdarúgó-Európa-bajnokság

###### Selejtező mérkőzés
| Időpont           | Helyszín                       | Mérkőzés típusa           | Mérkőzés       | Eredmény | Nézők száma |
| ----------------- | ------------------------------ | ------------------------- | -------------- | -------- | ----------- |
| 1979. október 31. | Vaszil Levszki Stadion, Szófia | előselejtező (1. csoport) | Bulgária–Dánia | 3 : 0    | 6 500       |